# Niénéga-Mossi
Ne doit pas être confondu avec Niénéga-Foulbé.
Niénéga-Mossi est une localité située dans le département de Kongoussi de la province du Bam dans la région Centre-Nord au Burkina Faso. Lors du recensement de 2006, on y a dénombré 1 215 habitants. 